# Estadio Calixto García Íñiguez
El Estadio Mayor General Calixto García Íñiguez es una instalación deportiva dedicada al béisbol, ubicada en la ciudad cubana de Holguín, en la provincia homónima. Además de albergar otros acontecimientos relevantes en el territorio, es la sede oficial del equipo Cachorros de Holguín, participante en la Serie Nacional de Béisbol. El nombre de la instalación rinde homenaje al patriota cubano Calixto García, héroe de las guerras de independencia contra el colonialismo español en el siglo XIX. Posee el primer museo del deporte en este tipo de instalaciones deportivas en el país.

## Historia
La construcción del estadio formó parte del impulso al deporte en la región oriental de Cuba y fue inaugurado oficialmente el 10 de febrero de 1979 por el Comandante de la Revolución Ramiro Valdés Menéndez. El partido inaugural enfrentó al equipo local contra el de Villa Clara, en el marco de la XVIII Serie Nacional de Béisbol, resultando ganador el conjunto visitador con marcador de 1x0.
Desde su inauguración, el estadio ha acogido múltiples eventos deportivos nacionales y algunas competencias internacionales, convirtiéndose en uno de los más importantes de la zona oriental de Cuba. En el año 2002, fue testigo del primer y único título nacional del equipo de Holguín en la Serie Nacional, un hito en la historia del deporte en la provincia.

## Características
El Estadio Calixto García presenta una arquitectura funcional, y su diseño es similar al del Estadio Victoria de Girón en Matanzas y al Estadio 5 de Septiembre en Cienfuegos.

#### Capacidad
- Aproximadamente 30 000 espectadores.

#### Superficie
- Césped natural.

#### Dimensiones del terreno
- Left field: 99.06 m (325 pies)
- Center field: 121.92 m (400 pies)
- Right field: 99.06 m (325 pies)

#### Infraestructura
- Gradería techada
- Cabinas de prensa
- 4 cabinas de transmisión para radio y televisión
- Iluminación artificial con 10 torres
- Bullpens interior y exterior
- Muros y cercas acolchonadas
- 1584 butacas
- Túnel de acceso peatonal de más de 100 metros
- 14 puertas de entrada
- Dormitorios para 400 atletas
- 15 baños y 18 servicios sanitarios
- Sala de enfermería y fisioterapia
- 3 salones de reuniones
- Áreas gastronómicas
- Parqueo para 400 vehículos

## Museo del Deporte

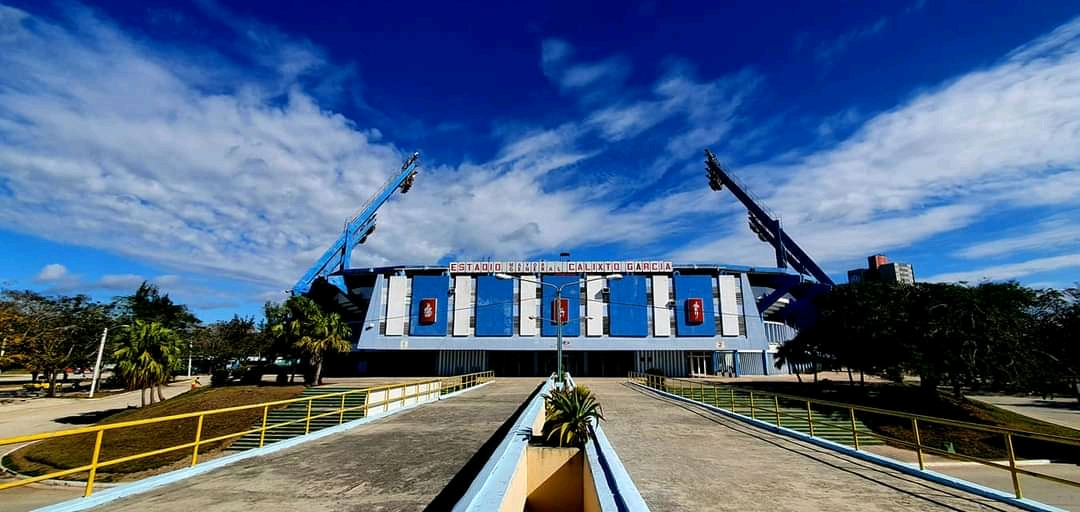
Fachada del Calixto García.

El Museo del Deporte de Holguín, fundado el 10 de febrero de 1979, es una institución cultural situada dentro del estadio, siendo el único museo deportivo de Cuba con una ubicación similar. Expone piezas relacionadas con el deporte como trofeos, premios, uniformes, medallas, implementos deportivos, fotos y otras pertenencias de glorias del deporte de esta provincia, obtenidos principalmente a través de donaciones, préstamos o custodias.
Entre sus objetos más destacados se encuentran el trofeo del campeonato nacional de béisbol obtenido por el equipo de Holguín en 2002, un cinturón de campeón mundial del boxeador Mario Kindelán, y medallas olímpicas de figuras como Odalys Revé, Ángel Matos y Legna Verdecia. El museo busca modernizarse según estándares internacionales de museología, priorizando la conservación preventiva y la actualización de sus guiones expositivos.

## Cachorros de Holguín
El Equipo de Béisbol de Holguín, conocido como los Cachorros o Sabuesos, utiliza el Estadio Calixto García como sede oficial. Fundado con la reestructuración del béisbol cubano posterior a 1976, el equipo alcanzó su punto culminante en la temporada 2001-2002, cuando obtuvo su único campeonato nacional. Desde entonces, ha mantenido resultados discretos y una base sólida de aficionados que colman las gradas en cada temporada, convirtiendo al estadio en uno de los de mayor asistencia en el país.

## Eventos relevantes
Varios hechos de relevancia han tenido lugar en esta joya arquitectónica como lo definiera Fidel Castro en ocasión de una visita a la ciudad de los parques, entre los principales eventos celebrados se encuentran:
- Serie Nacional de Béisbol
- Series Selectivas
- Sede del Juego de las Estrellas en 2002
- Torneo Nacional de Boxeo por Equipos
- Juego de Béisbol entre Estados Unidos y Japón en la Copa Intercontinental 1979
- Torneo Internacional de Boxeo Giraldo Córdova Cardín 1980
- Rueda de Consuelo del Campeonato Mundial de Boxeo 1984
- Tope de béisbol entre los Sultanes de Monterrey de México y el equipo Orientales 1 al 6 de marzo de 1994
- Olimpiada del Deporte Cubano
- Torneo Nacional de Boxeo de las Fuerzas Armadas Revolucionarias (FAR)
- Cartele pugilísticos
- Velada solemne por el XXVI Aniversario del Asalto al Cuartel Moncada
- Teatro del pueblo por fiestas populares
- Sub sede del XXXV Campeonato Mundial de Béisbol Aficionado, 2003
- Sede del concierto del cantante salvadoreño Álvaro Torres en 2015

## Importancia cultural y deportiva
El estadio de Holguín constituye el corazón del deporte en el territorio porque en él están ubicadas importantes instituciones deportivas como la Academia Provincial de Béisbol, la Dirección Provincial de Deportes, el Centro de Informática del deporte y una villa de alojamiento al servicio de los eventos nacionales y provinciales que se desarrollan en la provincia.
Más allá de su función deportiva, constituye un símbolo de identidad para la ciudad. Es escenario de actos culturales y sociales, y en reconocimiento a su valor arquitectónico y funcional, la instalación fue galardonada con el Premio de Arquitectura Biarin 90. Además, fue sede del Juego de las Estrellas de 2002, por lo cual recibió una condecoración especial.

## Galería de imágenes

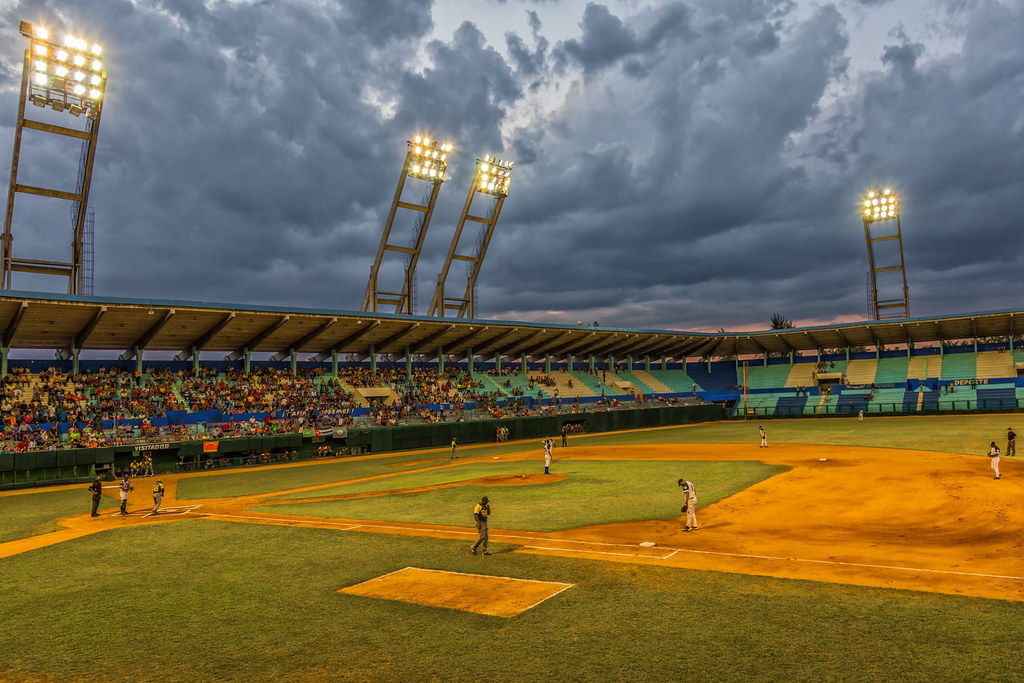
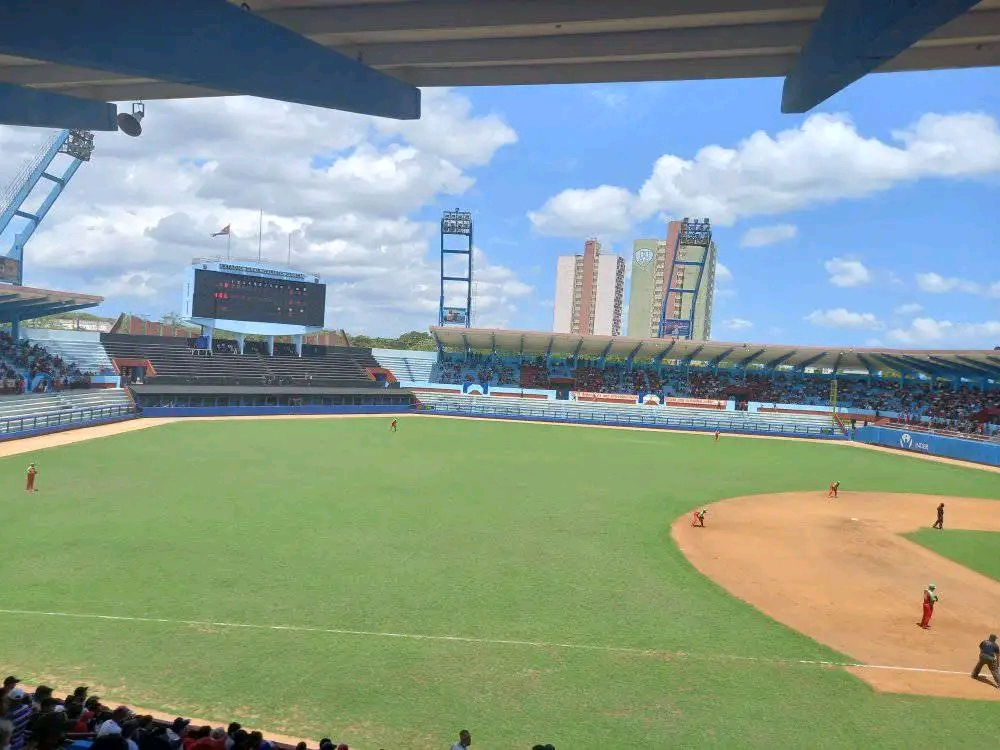
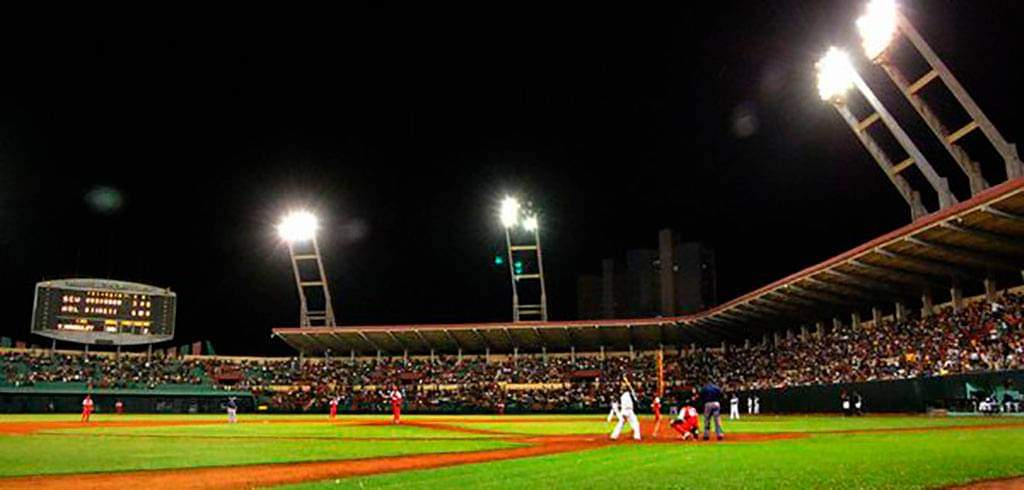
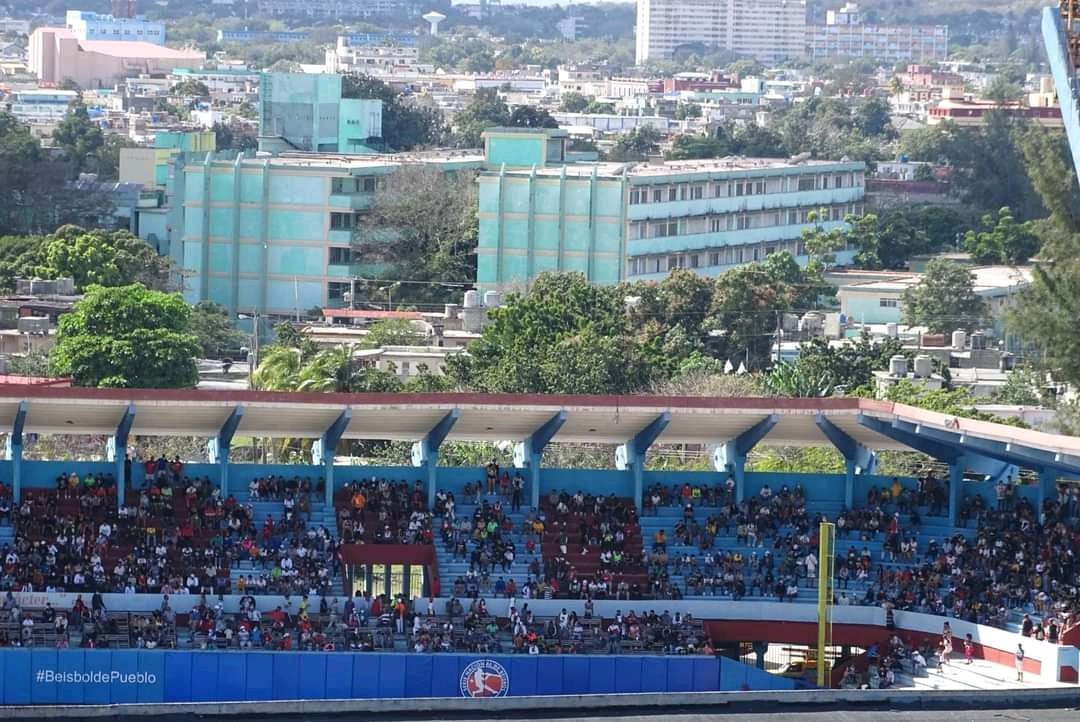
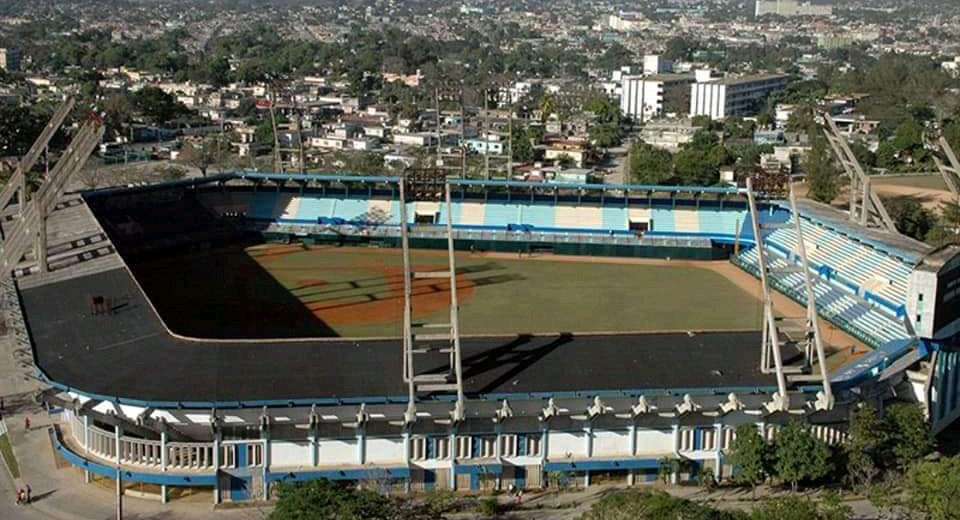